# Paduniella magadha
Paduniella magadha är en nattsländeart som beskrevs av Schmid 1961. Paduniella magadha ingår i släktet Paduniella och familjen tunnelnattsländor. Inga underarter finns listade i Catalogue of Life.